# Gateway of India
De Gateway of India (Marathi: गेटवे ऑफ इंडिया) is een monument bij de haven van Mumbai in India. Het is een triomfboog met maximale hoogte van 26 meter.
De Gateway werd gebouwd om het bezoek van Koning George V van het Verenigd Koninkrijk en Koningin Mary van Teck aan toen nog Bombay in 1911 te herdenken. Het duurde nog dertien jaar totdat het monument klaar was. Toen het monument net gebouwd was, was het vaak het eerste object dat bezoekers die per boot aankwamen zagen. Toen de laatste Britse soldaten op 28 februari 1948 India verlieten, liepen ze symbolisch onder de boog door. Het is een bekende toeristische attractie, vanaf de Gateway vertrekken diverse veerboten richting nabijgelegen eilanden. Het beroemde Taj Mahal Palace & Tower-hotel ligt op een steenworp afstand.

## Fotogalerij

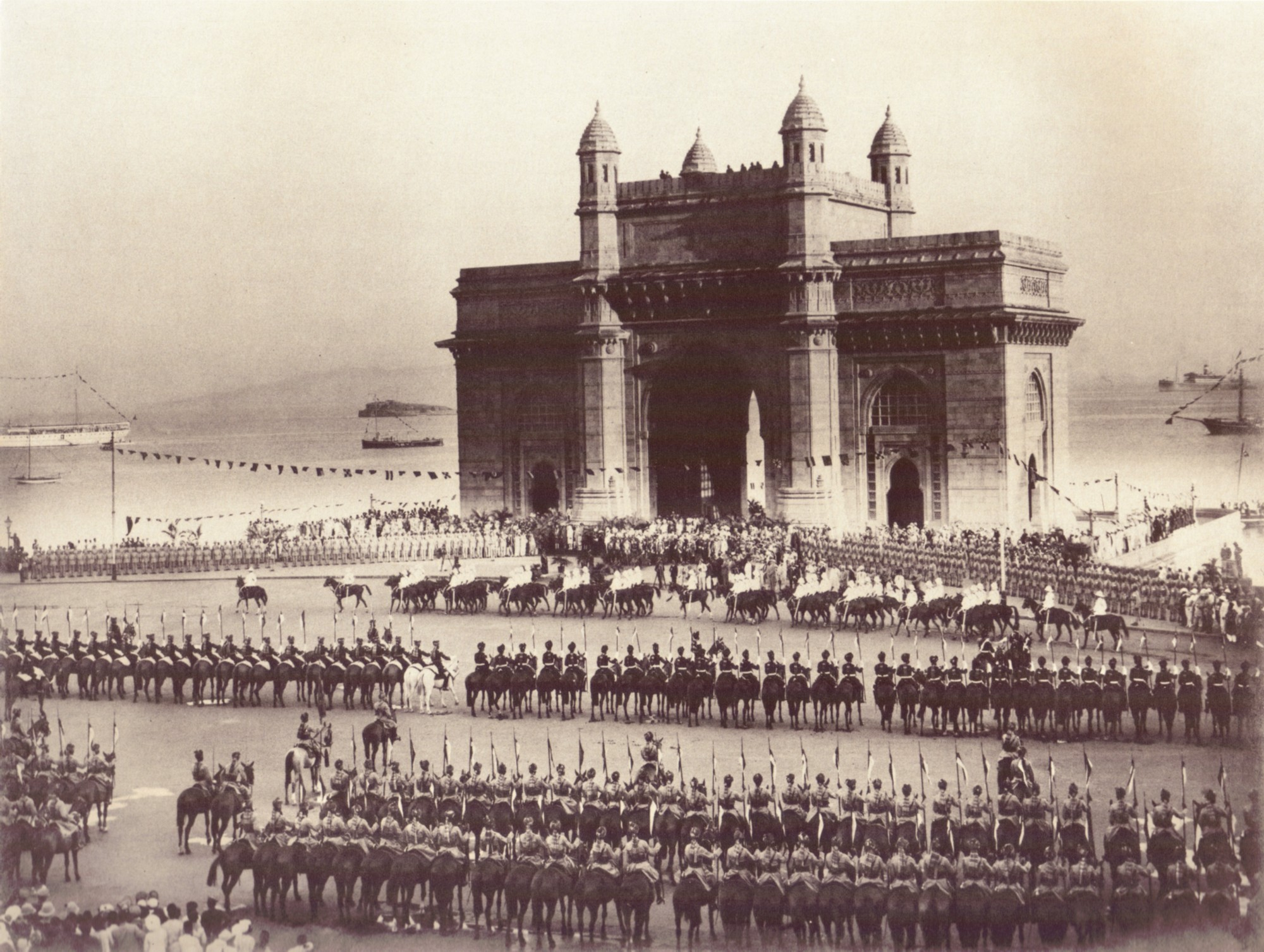
Het bezoek van Koning George V en Koningin Mary, 2 december 1911
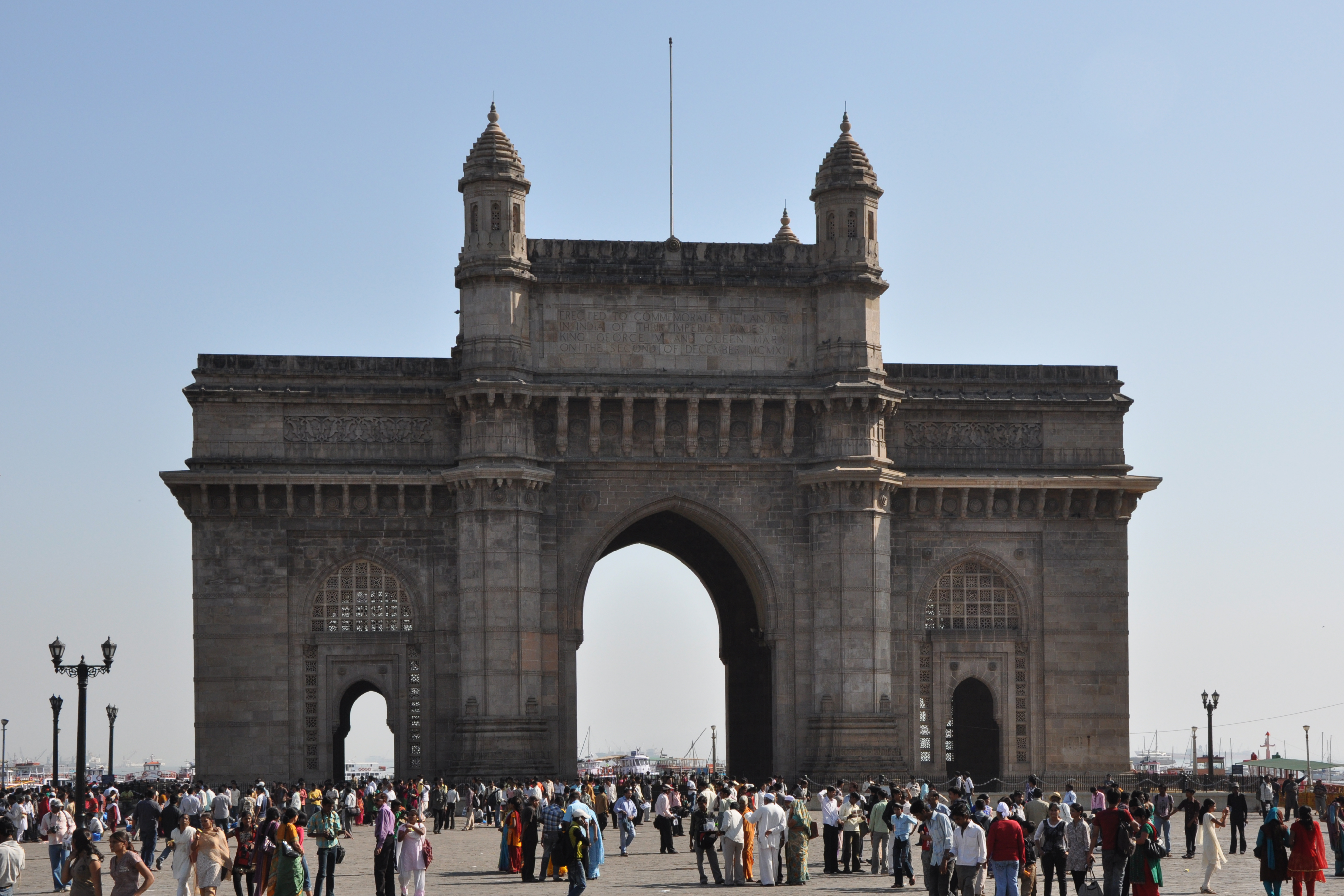
The Gateway in 2011